# Charlene de Carvalho-Heineken
Charlene de Carvalho-Heineken (Amsterdam, 30 giugno 1954) è un'imprenditrice olandese naturalizzata britannica, miliardaria e proprietaria di una partecipazione di controllo del 25% nel secondo produttore di birra più grande al mondo, Heineken N.V. È la persona più ricca dei Paesi Bassi, con un patrimonio netto di 16,7 miliardi di dollari nel 2021, secondo Forbes.

## Biografia
Charlene Heineken è nata il 30 giugno 1954, figlia di Freddy Heineken, un industriale olandese, e Lucille Cummins, una statunitense di una famiglia del Kentucky di distillatori di whisky bourbon. È stata educata al Rijnlands Lyceum Wassenaar, e poi si è laureata in giurisprudenza presso l'Università di Leida.
Possiede una partecipazione di controllo del 25% nel birrificio olandese Heineken, di cui è anche direttore esecutivo.
Il premio biennale Heineken per le scienze cognitive porta il suo nome.

## Vita privata
È sposata con Michel Ray, pseudonimo di Michel de Carvalho, finanziere e direttore di Citigroup, che ha incontrato durante una vacanza sugli sci a St. Moritz, in Svizzera. È membro del consiglio di sorveglianza di Heineken NV. La coppia risiede a Londra con i cinque figli.
Alla morte del padre nel 2002, ha ereditato circa 3 miliardi di sterline, rendendola la persona più ricca con cittadinanza olandese.  Nel 2019, la classifica Rich List del Sunday Times delle persone più ricche del Regno Unito l'ha nominata la donna più ricca e la 7ª in assoluto, con una fortuna stimata di 12 miliardi di sterline.